# The Wicked + The Divine
The Wicked + The Divine, abrégé en WicDiv, est un comic book de fantasy contemporaine (en) et dark créé par Kieron Gillen et Jamie McKelvie (en) et publié par Image Comics de 2014 à 2019. D'influence pop et mythologique, la série est remarquée pour sa représentation de personnages racisés et queers et pour ses thématiques abordant la mort et l'idolâtrie. Elle remporte le prix du Meilleur Comic Book aux British Comic Awards de 2014.

## Résumé
Le récit suit Laura, une jeune adolescente londonienne, qui interagit avec le Panthéon, un groupe de douze jeunes adultes qui découvrent qu'ils sont les réincarnations de divinités issues de multiples mythologies. Devenus des dieux, ils accèdent à la célébrité (notamment en devenant des idoles pop) et acquièrent des pouvoirs surnaturels. Mais ils apprennent en même temps qu'ils mourront d'ici deux ans, conformément au cycle de réincarnation connu sous le nom de « Récurrence" » qui se produit tous les 90 ans,.

## Création
The Wicked + The Divine est annoncée le 9 janvier 2014 par ses créateurs Kieron Gillen et Jamie McKelvie (en), qui avaient auparavant travaillé ensemble sur Phonogram (en) (qui traitait également de musique pop) et Young Avengers avec Matt Wilson (en). Le premier numéro paraît six mois plus tard. La série est prévue pour quarante à cinquante numéros, regroupés en huit trade paperback (en).
C'est dans la semaine suivant la mort du père de Kieron Gillen, diagnostiqué d'un cancer, que les premières idées inspirant l'histoire sont apparues, ce qui peut expliquer la centralité des thèmes de la vie et de la mort dans la série.
Une autre source d'inspiration est la musique pop : plusieurs membres du Panthéon en sont des idoles. Plusieurs critiques constatent que les personnages sont inspirés de célébrités comme Rihanna ou David Bowie,,. Pour accompagner la lecture de la bande dessinée, Gillen a créé une playlist de plusieurs centaines de morceaux. Sa durée est de vingt heures et regroupe différents artistes : la chanteuse américaine Peaches, le groupe britannique de glam rock T. Rex ou encore le rappeur américain Kanye West,.
La série prend fin en juin 2019 avec la publication du numéro 45.

## Albums
Après leurs parutions, les numéros sont regroupés en des trade paperback. Aux États-Unis, ces albums sont ensuite reliés par deux dans des « éditions deluxe » qui bénéficient d'une reliure à la française (hardcovers, HC).

### Trade paperback
1. (en) The Faust Act, 12 novembre 2014, 144 p. (ISBN 978-1-63215-019-6)Numéros 1 à 5. Édité en France par Glénat sous le titre Faust départ le 26 octobre 2016, 176 p.  (ISBN 2-3440-1807-7).
2. (en) Fandemonium, 1er juillet 2015, 168 p. (ISBN 978-1-63215-327-2)Numéros 6 à 11. Édité en France par Glénat sous le titre Fandemonium le 15 février 2017, 192 p.  (ISBN 2-3440-2076-4).
3. (en) Commercial Suicide, 3 février 2016 (ISBN 978-1-63215-631-0)Numéros 12 à 17. Édité en France par Glénat sous le titre Suicide commercial le 4 octobre 2017, 192 p.  (ISBN 2-3440-2077-2).
4. (en) Rising Action, 5 octobre 2016, 144 p. (ISBN 978-1-63215-913-7)Numéros 18 à 22. Édité en France par Glénat sous le titre Crescendo le 2 mai 2018, 160 p.  (ISBN 2-3440-2444-1).
5. (en) Imperial Phase (Part 1), 7 juin 2017 (ISBN 978-1-5343-0185-6)Numéros 23 à 28. Édité en France par Glénat sous le titre Phase impériale (1re partie) le 4 septembre 2019, 160 p.  (ISBN 978-2-3440-3390-6).
6. (en) Imperial Phase (Part 2), 10 janvier 2018 (ISBN 978-1-5343-0473-4)Numéros 29 à 33. Édité en France par Glénat sous le titre Phase impériale (2e partie) le 20 novembre 2019, 111 p.  (ISBN 978-2-3440-3876-5).
7. (en) Mothering Invention, 9 octobre 2018, 208 p. (ISBN 978-1-5343-0840-4)Numéros 34 à 39. Édité en France par Glénat sous le titre Postérité le 4 mars 2020, 208 p.  (ISBN 978-2-3440-4147-5).
8. (en) Old is the New New, 12 mars 2019, 232 p. (ISBN 978-1-5343-0880-0)Numéros spéciaux. Édité en France par Glénat sous le titre Pour toujours et à jamais ! le 1er juillet 2020, 240 p.  (ISBN 978-2-3440-4258-8).
9. (en) Okay, 2 octobre 2019 (ISBN 978-1-5343-1249-4)Numéros 40 à 45.

### Éditionsdeluxe
1. (en) The Wicked + The Divine Book One HC, 6 avril 2016 (ISBN 978-1-63215-728-7), numéros 1 à 11
2. (en) The Wicked + The Divine Book Two HC, 12 juillet 2017 (ISBN 978-1-5343-0220-4), numéros 12 à 22
3. (en) The Wicked + The Divine Book Three HC, 11 décembre 2018, 400 p. (ISBN 978-1-5343-0857-2), numéros 23 à 33
4. (en) The Wicked + The Divine Book Four HC, 11 mars 2020, 680 p. (ISBN 978-1-5343-1358-3), numéros 34 à 45 et spéciaux

## Accueil
The Wicked + The Divine reçoit aux États-Unis des critiques très positives. L'agrégateur de notes Comic Book Roundup donne comme note moyenne 8,6 sur 10 en janvier 2019. La meilleure moyenne est attribuée au volume 33 (9,5) et la pire au volume 36 (7,5). La série trouve rapidement un public et se place dans les meilleures ventes des titres indépendants dans le pays.
Lors de sa parution en France en 2016 (traduite par Éloïse de la Maison), la série est également bien reçue par la presse francophone. Ses auteurs sont applaudis par Sullivan Rouaud, critique de 9e Art : le dessinateur Jamie McKelvie est dit « plus en forme que jamais et dont la puissance évocatrice n'a d'égal que le génie de son découpage » et Matt Wilson est qualifié de « coloriste de génie » dont l'utilisation de la synesthésie pour renforcer les sentiments est applaudie. Selon Pauline Croquet du Monde, Wilson propose une colorisation « magnifique, acidulée et résolument pop ». Aurélien Pigeat d'Actua BD décrit le dessin de Jamie McKelvie comme « un peu raide » et la couleur de Matt Wilson comme « flashy et décomplexée », une association qui permet de rendre « particulièrement vivant » un « univers riche et enthousiasmant ».
Pauline Croquet approuve « l'histoire glamour et punk qui a toutefois son lot de noirceur » et sa « représentation de la société beaucoup plus juste que les comics classiques ». Une représentation qui est aussi appréciée par Vincent Brunner de Slate, qui nomme par ailleurs le comic book « objet à la fois sexy et complexe, trépidant et libérateur ». Romain Brethes et Pauline Tissot du Point évoquent une série « à mi-chemin de Faust et de Dorian Gray », dans un « vieux fonds gothique associ[é] à l'énergie juvénile et explosive du rock ». Sullivan Rouaud parle lui d'une « véritable orgie de concepts tous plus barrés les uns que les autres » qui « étonne [...] par la fluidité de son récit » et un titre « érudit dans son rapport à la musique, à la mythologie et à l'adolescence ».
L'œuvre suscite plusieurs interrogations sur la relation entre fans et idoles chez les critiques français : pour Pauline Croquet, The Wicked + The Divine « questionn[e] sur l'adoration contemporaine et notre rapport à la célébrité » et Élodie Drouard de France Info se demande si « la pop culture [a] remplacé la religion dans notre monde moderne ».

## Récompenses
En 2014, The Wicked + The Divine remporte le prix de la meilleure série au British Comic Awards. En 2015, la série est nommée dans trois catégories du prix Eisner : meilleure nouvelle série, meilleur artiste de couverture pour Jamie McKelvie (en) et Matt Wilson et meilleur coloriste pour Wilson. Ce dernier est récompensé dans la même catégorie en 2017 pour plusieurs de ses travaux dont The Wicked + The Divine. En 2018, la série est nommée au prix de la meilleure série en cours.

## Adaptation télévisuelle
Un projet d'adaptation sur petit écran est engagé avec Universal Television Group en 2015, produit par Milkfed Criminal Masterminds, société des deux auteurs de comics Matt Fraction et Kelly Sue DeConnick.